# Geurt Gijssen
Geurt Gijssen (nascut el 15 d'agost de 1934) és un àrbitre internacional d'escacs neerlandès (1979), membre honorari de la FIDE (2013).

## Biografia
Geurt Gijssen va néixer a Alemanya, on el seu pare treballava per a una empresa de tabac, però després de la Segona Guerra Mundial la família va tornar als Països Baixos. Viu a Nimega des de 1952, on va treballar com a professor de matemàtiques en una escola secundària fins que es va jubilar el 1983.
Geurt Gijssen és conegut com a àrbitre de torneigs d'escacs. Ha estat àrbitre principal de diverses Olimpíades d'escacs (1998, 2000, 2002, 2006), així com de diversos torneigs i matxs per títols del Campionat del món d'escacs:
- Garri Kaspàrov - Anatoli Kàrpov (1987, 1990),
- Anatoli Kàrpov - Gata Kamsky (1996),
- Anatoli Kàrpov - Viswanathan Anand (1998),
- Campionat del Món d'escacs de la FIDE (1999),
- Vladímir Kràmnik – Vesselín Topàlov (2006).

El 2013 es va convertir en membre d'honor de la FIDE i el 2019 va rebre el Peó d'Or al millor àrbitre europeu d'escacs de la Unió Europea d'Escacs.